# Ciclo a combustione stadiata

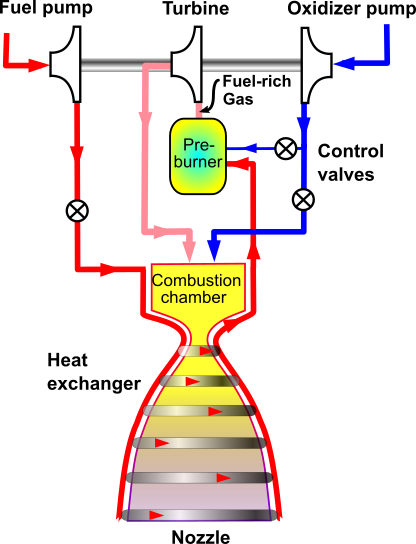
Ciclo a combustione stadiata. Generalmente tutto il combustibile e una parte dell'ossidante vengono fatti passare in un pre-combustore che alimenta le turbopompe e poi immessi nella camera di combustione dove è iniettato l'ossidante rimanente. È anche possibile, ma meno comune a causa dei problemi metallurgici connessi, avere cicli in cui la totalità dell'ossidante è fatta reagire con una minima parte del combustibile.

Il ciclo a combustione stadiata (o ciclo a precombustione) è un ciclo termodinamico chiuso utilizzato nei motori a razzo a bipropellente liquido. Una parte del propellente è bruciata in un precombustore in modo da alimentare la turbina delle turbopompe di alimentazione principali. I gas di scarico sono poi immessi, insieme al restante propellente, nella camera di combustione principale dove la reazione di combustione si completa.
Il vantaggio di un ciclo a combustione stadiata risiede nel fatto che tutto il calore dei gas rimane nel ciclo del motore e passa per la camera di combustione principale e l'ugello a differenza del ciclo a generatore di gas (ciclo aperto) dove i gas di scarico in uscita dalle turbopompe sono espulsi separatamente da quelli della camera di combustione principale, comportando una piccola percentuale di perdita di efficienza nella spinta.
Un altro vantaggio è la sovrabbondanza di potenza disponibile che permette di ottenere notevoli pressioni in camera di combustione (più di 20 MPa per i motori principali dello Space Shuttle) e conseguenti elevati rapporti di espansione nell'ugello e migliore efficienza a bassa quota.
Gli svantaggi sono dovuti alle condizioni avverse in turbina, alla necessità di complessi sistemi di controllo e condotti dimensionati per convogliare i gas ad alta pressione nella camera di combustione. In particolare, nei sistemi in cui la precombustione avviene in eccesso di ossidante, il flusso di gas ad alta temperatura è estremamente corrosivo ed è necessario impiegare particolari leghe metalliche. Per questo si preferiscono cicli in cui la precombustione avviene in eccesso di combustibile. Anche il ridotto salto di pressione disponibile nella turbina della turbopompa dovuto alla necessità di alimentare la camera di combustione ad una elevata pressione costituisce un fattore limitante dei sistemi a ciclo chiuso.

## Storia
La combustione stadiata (Замкнутая схема) fu proposta per la prima volta nel 1949 da Aleksej Isaev. Il primo motore a precombustione fu l'S1.5400 (11D33), usato sul razzo interplanetario sovietico disegnato da Mel'nikov, un ex assistente di Isaev. Nello stesso periodo (1959), Nikolaj Kuznecov iniziò a lavorare al motore a ciclo chiuso NK-9 per il missile balistico intercontinentale di Korolëv, il GR-1. Kuznecov in seguito perfezionò il progetto nei motori NK-15 e NK-33 per il lanciatore lunare N1.
Il motore RD-253, che non usava propellenti criogenici, impiegava la combustione stadiata ed era stato sviluppato dal 1963 da Valentin Gluško per il lanciatore Proton.
Dopo il fallimento dell'N1, fu ordinato a Kuznetsov di demolire tutti i motori NK-33, ma egli invece conservò i circa 150 costruiti. Negli anni novanta l'Aerojet ne acquistò 36 esemplari al prezzo di 1,1 milioni di dollari l'uno, ridenominandoli AJ-26 e prevedendone l'uso sul futuro lanciatore Antares.
Per i rimanenti motori, sono in corso di studio in Russia lanciatori in grado di utilizzarli e si prospetta l'idea di riprenderne la produzione.
La stessa tecnologia è stata impiegata anche sul motore russo RD-180, acquistato dalla Lockheed Martin (poi United Launch Alliance) per i razzi Atlas III e Atlas V.
In Occidente, i primi esperimenti sulla combustione stadiata furono condotti nel 1963 in Germania da Ludwig Boelkow.
Anche i motori alimentati a cherosene e perossido di idrogeno come il britannico Bristol Siddeley Gamma degli anni cinquanta possono avere un ciclo di combustione stadiata con la decomposizione catalitica dell'acqua ossigenata per muovere le turbine prima della vera e propria combustione col cherosene nella camera di combustione. Ciò porta i vantaggi del ciclo chiuso evitando notevoli problemi ingegneristici.
I motori principali dello space Shuttle sono un altro esempio di combustione stadiata ed i primi ad impiegare ossigeno ed idrogeno liquido come propellenti.

## Ciclo a precombustione a flusso completo

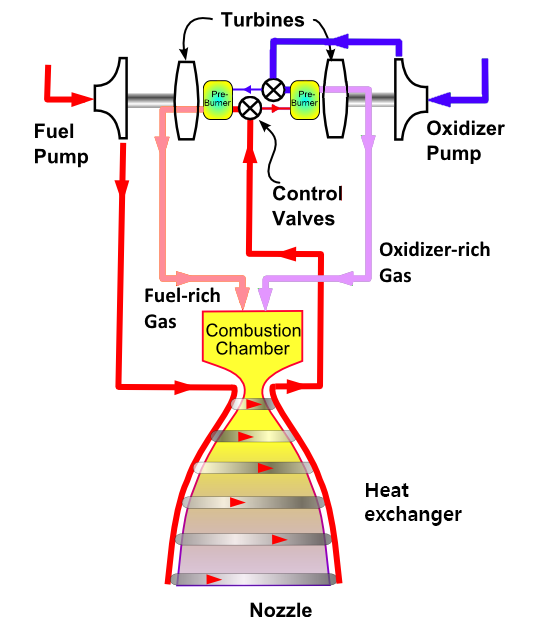
Ciclo a precombustione a flusso completo

Il ciclo a precombustione a flusso completo (o, in inglese, Full-flow staged combustion cycle, FFSCC) costituisce una variante del ciclo a combustione stadiata. In questo caso la turbopompa del combustibile è mossa dai gas provenienti da un precombustore alimentato in eccesso di combustibile, mentre un precombustore in eccesso di ossidante genera i gas per muovere la turbopompa dell'ossidante. Ciò comporta maggiori portate a disposizione della turbina e minori temperature che si traducono in una vita operativa più estesa, un fattore chiave nei motori riutilizzabili. Il sistema di circolazione separato nelle turbopompe di ossidante e combustibile necessita di guarnizioni meno complesse ed un rischio ridotto di miscelazione accidentale (e conseguente evento catastrofico) dei reagenti.